# Mathurin Crucy
Mathurin Crucy (Nantes, 2 febbraio 1749 – Chantenay-sur-Loire, 7 novembre 1826) è stato un architetto e urbanista francese neoclassico.

## Biografia

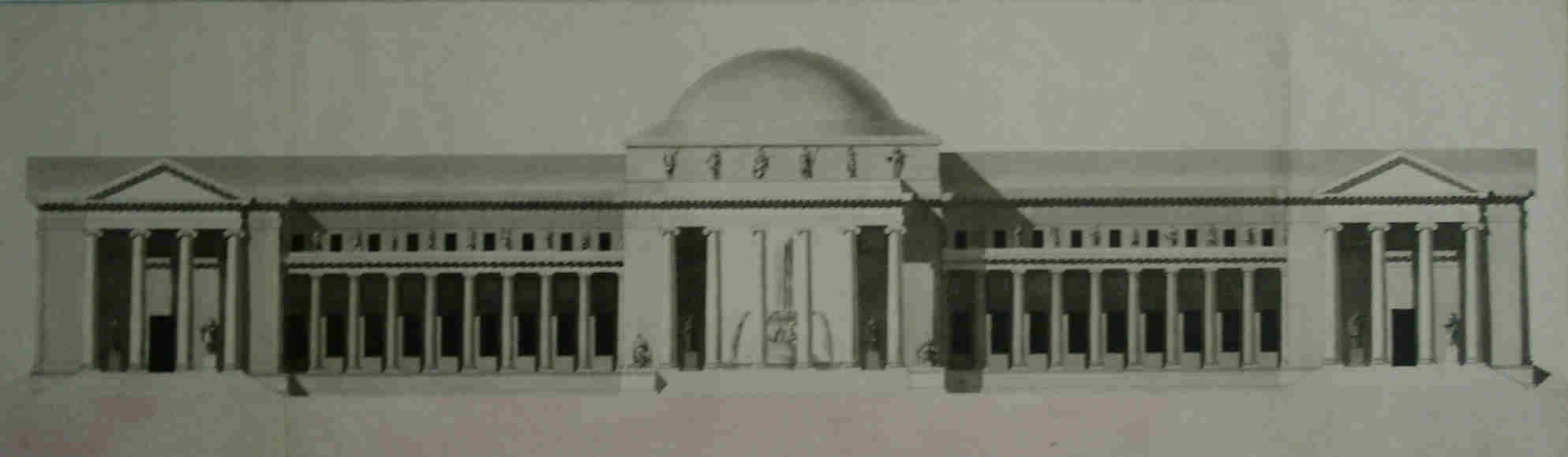
Progetto di un bagno termale, Concorso per il Prix de Rome, 1774

Figlio di un carpentiere, Crucy studiò architettura a Nantes con Jean-Baptiste Ceineray. Con il suo aiuto si recò a Parigi dove conobbe l'architetto Étienne-Louis Boullée e il pittore Joseph-Marie Vien. Questi contatti gli furono utili per entrare alla Académie royale d'architecture nel 1771. Nel 1774 vinse il Primo premio di architettura, chiamato in seguito Prix de Rome, con un suo progetto di bagno termale pubblico. Questo gli permise risiedere gratuitamente in Italia per quattro anni, ospite a Villa Medici. Conobbe a Roma i pittori Jacques-Louis David e Pierre Cacault. In Italia fu influenzato profondamente delle ville progettate da Andrea Palladio.

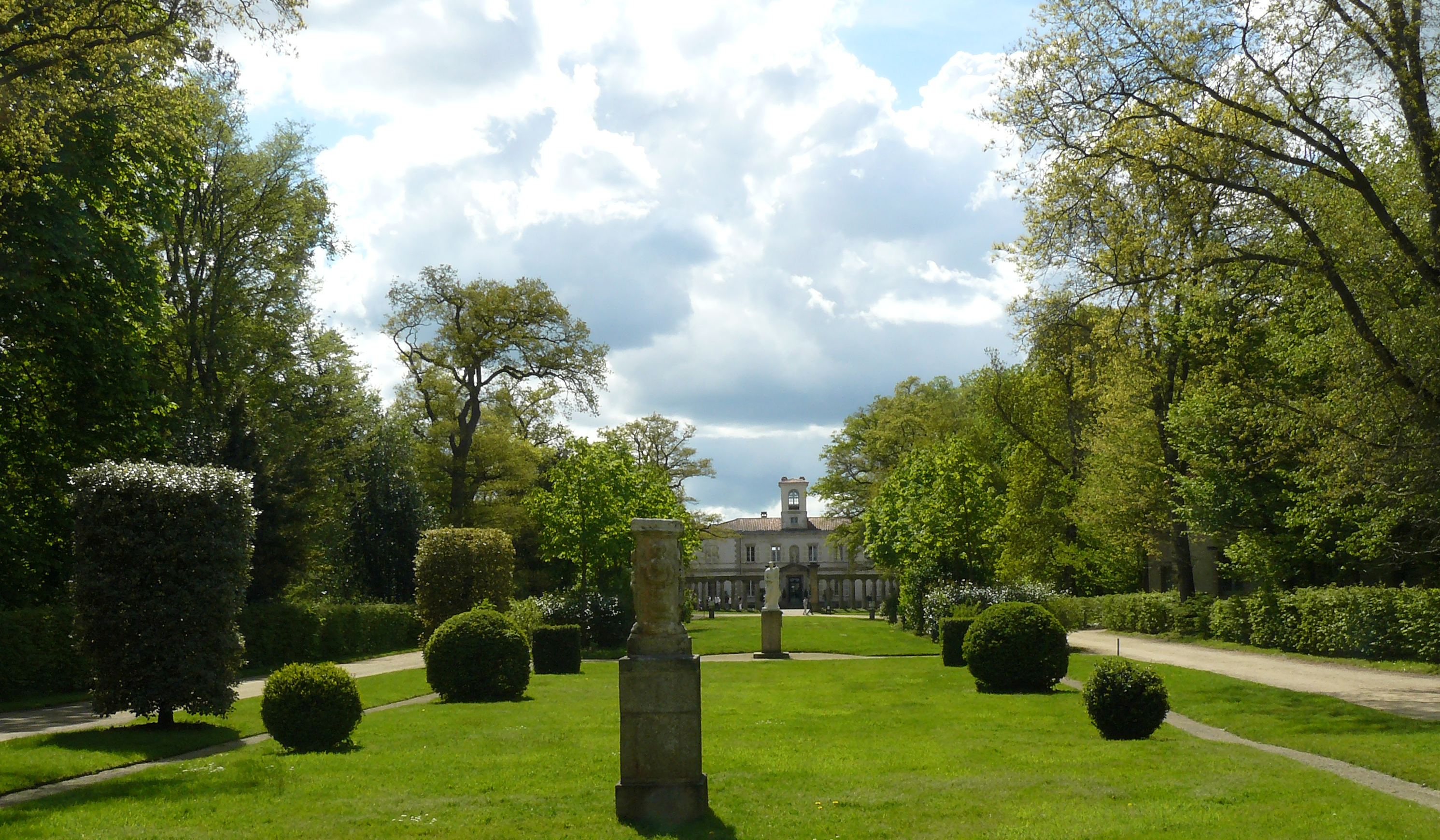
Garenne Lemot, Gétigné

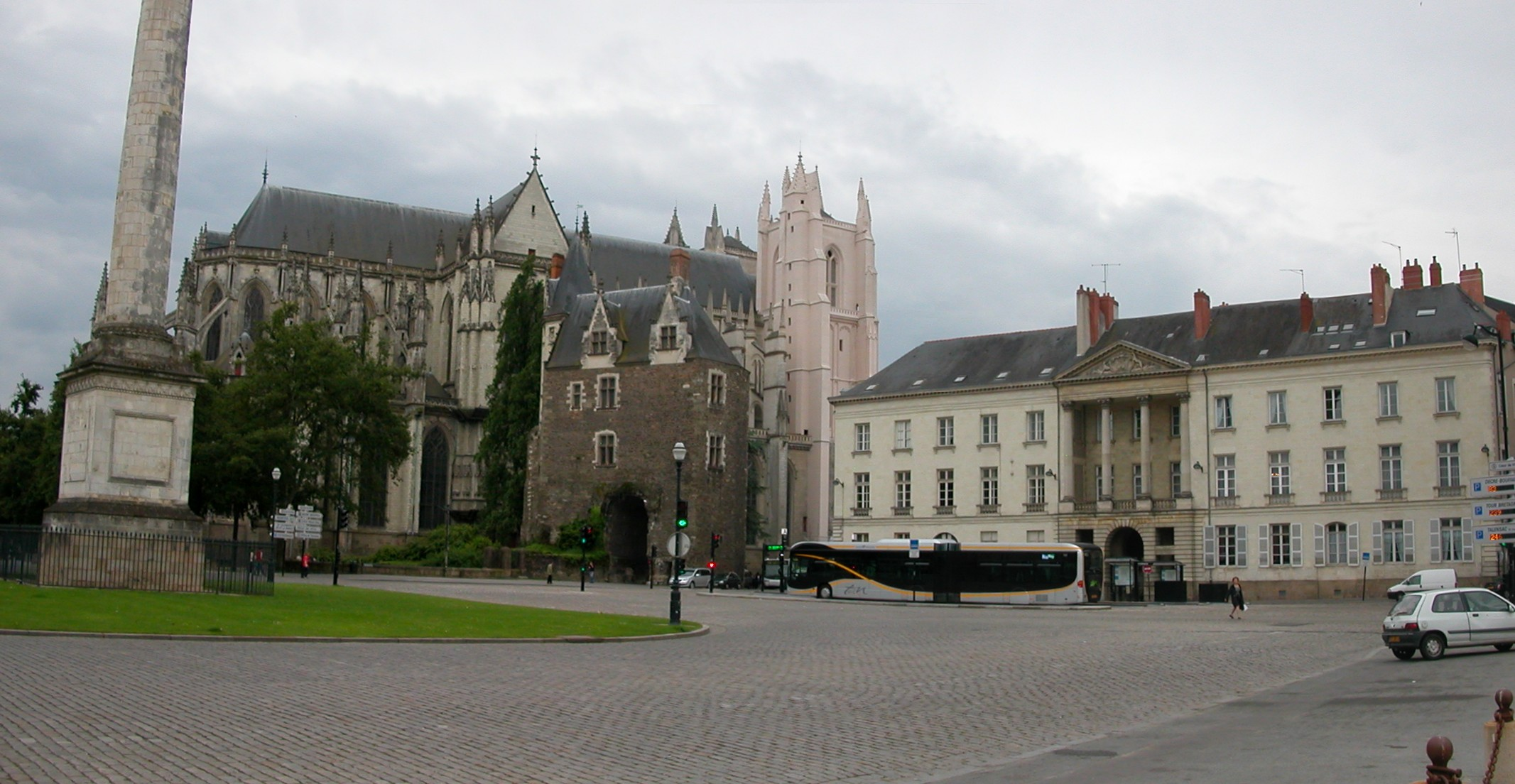
Hôtel de Montaudoin (a destra), Nantes, Place Foch

Tornato a Nantes nel 1779, nel 1780 succedette a Ceineray come soprintendente all'architettura di Nantes. Divenne pertanto responsabile della gestione dei grandi progetti urbani sviluppati all'epoca, comprese le trasformazione dei distretti di Graslin e della Bourse. Progettò fra l'altro la sistemazione di Place Graslin e la costruzione del Teatro Graslin e del Palais de la Bourse. Durante la Rivoluzione francese cercò di proteggere i monumenti importanti di Nantes dalla distruzione da parte di estremisti rivoluzionari. Salvò così la tomba del Duca Francesco II di Bretagna e della moglie Margherita de Foix conservate nella chiesa delle Carmelitane che, appartenente alla parrocchia ducale, fu distrutta nel 1793; la tomba fu poi trasportata nella cattedrale di Nantes. Si dimise dalla soprintendenza nel 1800 per dedicarsi, in società con suo fratello Louis, all'azienda di famiglia: un cantiere navale che, in quel periodo, doveva essere potenziato a causa delle guerre napoleoniche contro l'Inghilterra. La sua azienda, con sede a Basse-Indre, costruiva fregate per la flotta napoleonica; nel 1808, tuttavia, il cantiere fallì e i Crucy abbandonarono definitivamente l'attività cantieristica. Nel 1809 Mathurin Crucy  fu nominato architetto del dipartimento della Loira Atlantica.
Attorno al 1800 Crucy, dietro commissione di François e Pierre Cacault, predispose il piano urbanistico della cittadina di Clisson, che venne ricostruita secondo lo stile architettonico degli edifici costruiti in Italia nel XIV e XV secolo; la somiglianza di Clisson con le cittadine dell'Italia centrale le hanno fatto attribuire l'epiteto di Italienne. Nel 1808, lo scultore François-Frédéric Lemot (1771-1827) gli commissionò la creazione di una zona paesaggistica di ispirazione italiana nella città di Gétigné, nei pressi di Clisson, nota oggi come Domaine de la Garenne Lemot. Crucy  iniziò la progettazione del parco e la costruzione della maison du jardinier de la Garenne, uno dei capolavori dell'architettura di stile italiano in Francia, tra il 1811 e il 1815. Nel 1821, tuttavia, i rapporti fra Crucy e Lemot si deteriorarono:  il progetto non fu mai portato a termine da Crucy e venne ereditato dal suo successore, Pierre-Louis Van Cleemputte.

## Galleria d'immagini

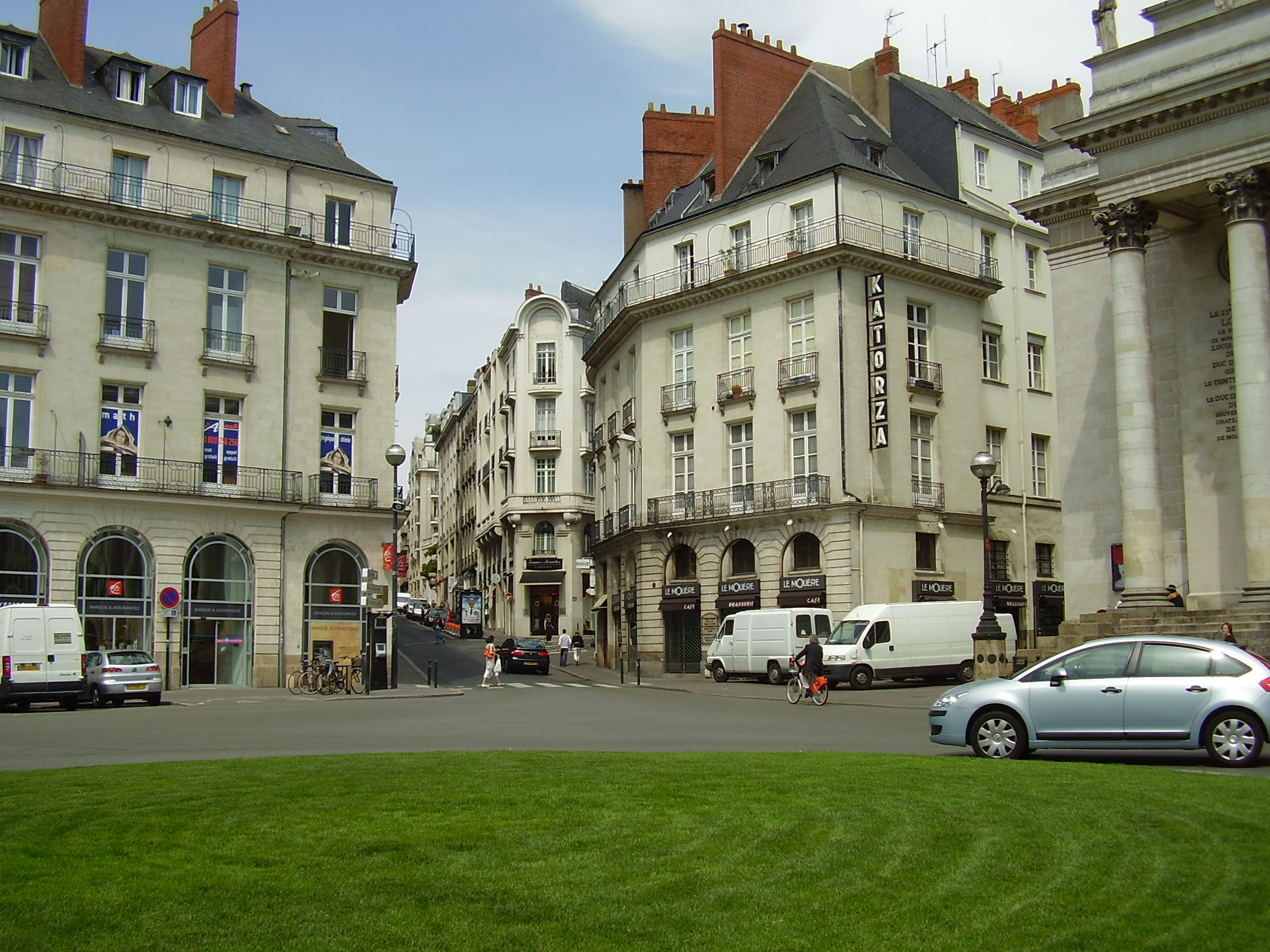
Place Graslin, Nantes
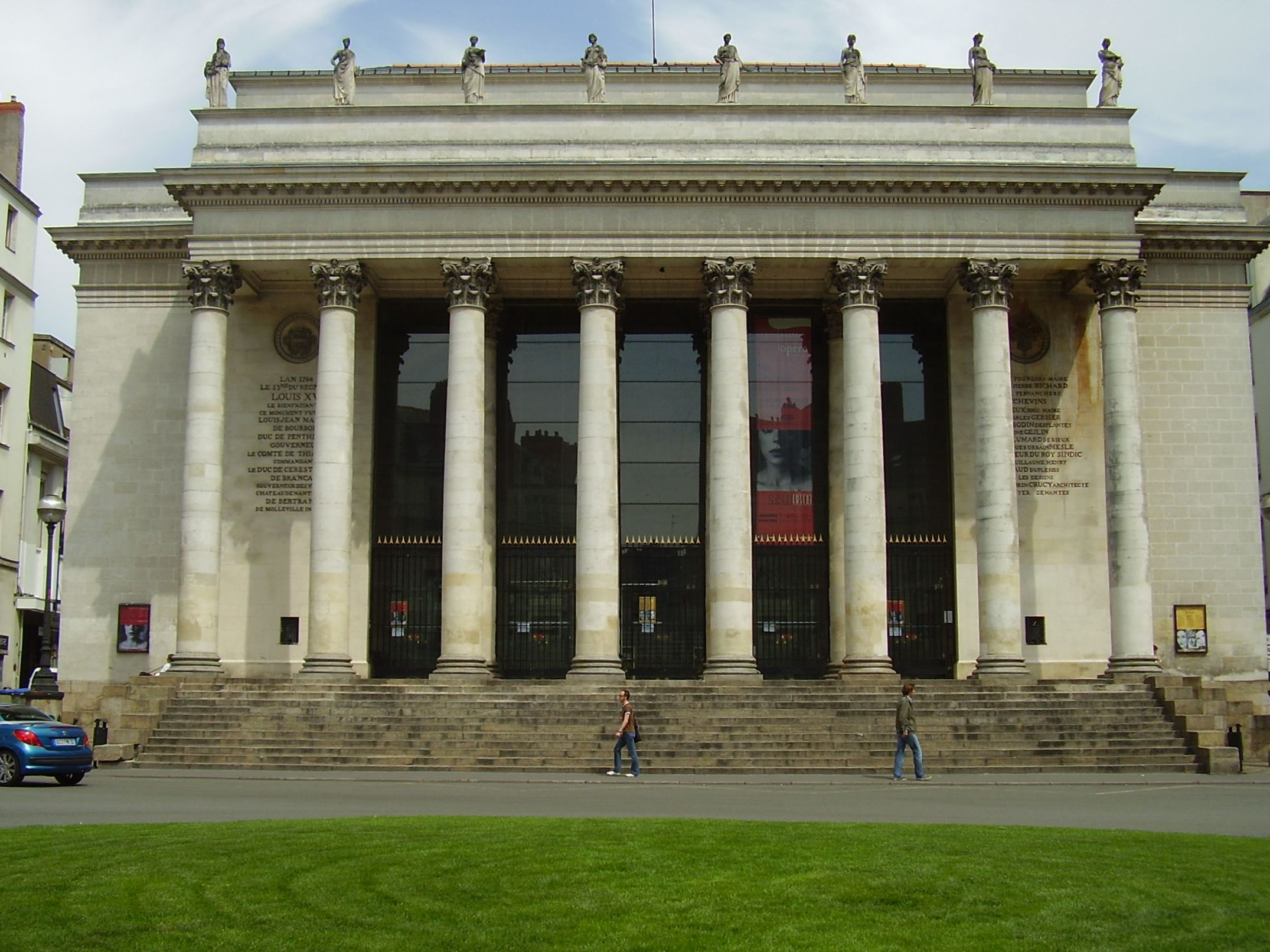
Théâtre Graslin, Nantes
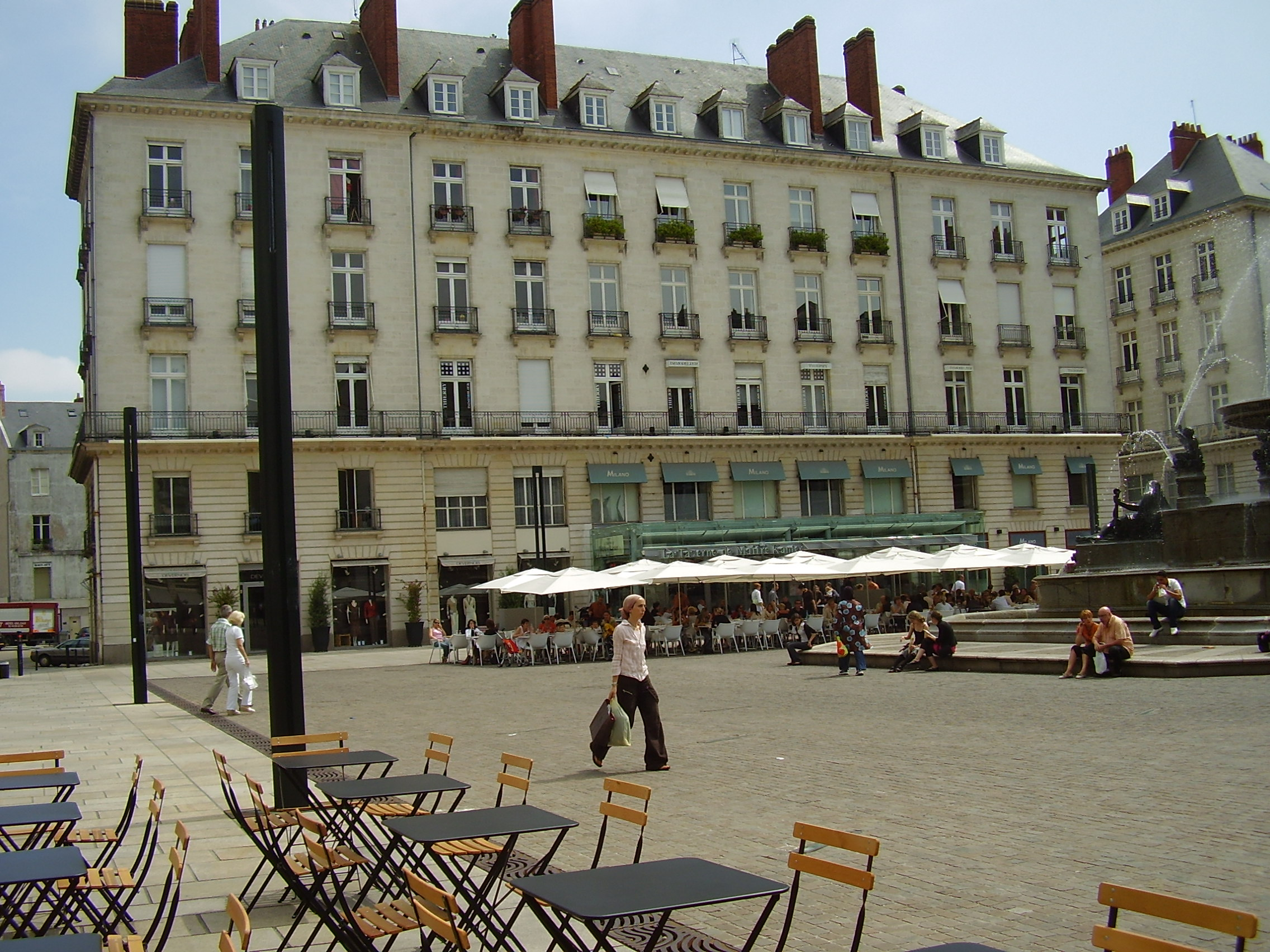
Place Royale, Nantes
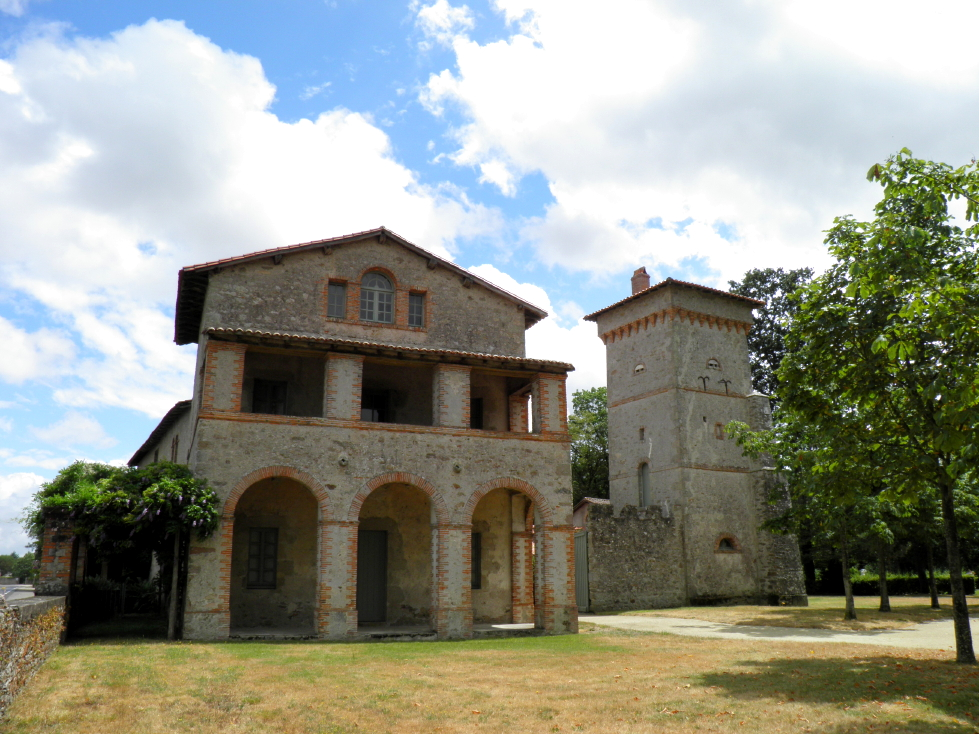
Maison du Jardinier, Garenne Lemot
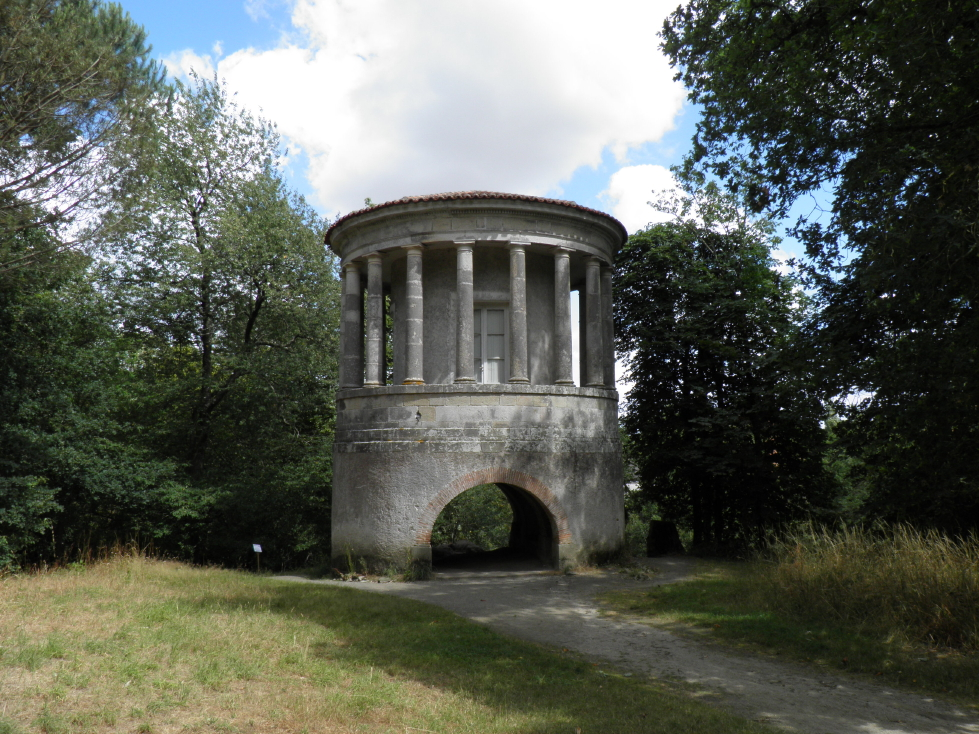
Temple de Veste, Garenne Lemot